# Myriotrema concretum
Myriotrema concretum är en lavart som först beskrevs av Fée, och fick sitt nu gällande namn av Hale 1980. Myriotrema concretum ingår i släktet Myriotrema och familjen Thelotremataceae.   Inga underarter finns listade i Catalogue of Life.